# Maria van Blois
Maria van Blois ook gekend als Maria van Avesnes (circa 1205 - 1241) was van 1230 tot 1241 gravin van Blois.

## Levensloop
Maria werd geboren als de dochter van heer Wouter II van Avesnes en gravin Margaretha van Blois. In 1226 huwde ze met graaf Hugo V van Saint-Pol. Ze kregen vijf kinderen:
- Jan I (overleden in 1280), graaf van Blois en heer van Avesnes
- Gwijde III (overleden in 1289), graaf van Saint-Pol
- Wouter (overleden in 1261), heer van Crécy en Crèvecœur
- Hugo (overleden in 1255)
- Basilia (overleden in 1280), abdis van Notre Dame du Val

Na de dood van haar moeder Margaretha in 1230 erfde Maria het graafschap Blois. Ze regeerde samen met haar echtgenoot Hugo V tot haar dood in 1241. Als gravin van Blois werd ze opgevolgd door haar oudste zoon Jan I. 

## Voorouders
| Voorouders van Maria van Blois (1205-1241) | Voorouders van Maria van Blois (1205-1241)                       | Voorouders van Maria van Blois (1205-1241)                       | Voorouders van Maria van Blois (1205-1241)                       | Voorouders van Maria van Blois (1205-1241)                       | Voorouders van Maria van Blois (1205-1241)                                      | Voorouders van Maria van Blois (1205-1241)                                      | Voorouders van Maria van Blois (1205-1241)                                 | Voorouders van Maria van Blois (1205-1241)                                 |
| ------------------------------------------ | ---------------------------------------------------------------- | ---------------------------------------------------------------- | ---------------------------------------------------------------- | ---------------------------------------------------------------- | ------------------------------------------------------------------------------- | ------------------------------------------------------------------------------- | -------------------------------------------------------------------------- | -------------------------------------------------------------------------- |
| Overgrootouders                            | Nicolaas van Avesnes (±1130–1170) ∞ Mathilde van La Roche (?-?)  | Nicolaas van Avesnes (±1130–1170) ∞ Mathilde van La Roche (?-?)  | Bouchard van Guise (±1125–1166) ∞ Adélaïde van Soupir (-)        | Bouchard van Guise (±1125–1166) ∞ Adélaïde van Soupir (-)        | Theobald IV van Blois (1190-1152) ∞ Mathilde van Sponheim-Karinthië (1205-1241) | Theobald IV van Blois (1190-1152) ∞ Mathilde van Sponheim-Karinthië (1205-1241) | Lodewijk VII van Frankrijk (1120-1180) ∞ Eleonora van Aquitanië (122-1204) | Lodewijk VII van Frankrijk (1120-1180) ∞ Eleonora van Aquitanië (122-1204) |
| Grootouders                                | Jacob van Avesnes (±1150–1191) ∞ Adela van Guise (±1150–1207)    | Jacob van Avesnes (±1150–1191) ∞ Adela van Guise (±1150–1207)    | Jacob van Avesnes (±1150–1191) ∞ Adela van Guise (±1150–1207)    | Jacob van Avesnes (±1150–1191) ∞ Adela van Guise (±1150–1207)    | Theobald V van Blois (1130-1191) ∞ Adelheid van Blois (1150-1198)               | Theobald V van Blois (1130-1191) ∞ Adelheid van Blois (1150-1198)               | Theobald V van Blois (1130-1191) ∞ Adelheid van Blois (1150-1198)          | Theobald V van Blois (1130-1191) ∞ Adelheid van Blois (1150-1198)          |
| Ouders                                     | Wouter II van Avesnes (-1246) ∞ Margaretha van Blois (1170-1230) | Wouter II van Avesnes (-1246) ∞ Margaretha van Blois (1170-1230) | Wouter II van Avesnes (-1246) ∞ Margaretha van Blois (1170-1230) | Wouter II van Avesnes (-1246) ∞ Margaretha van Blois (1170-1230) | Wouter II van Avesnes (-1246) ∞ Margaretha van Blois (1170-1230)                | Wouter II van Avesnes (-1246) ∞ Margaretha van Blois (1170-1230)                | Wouter II van Avesnes (-1246) ∞ Margaretha van Blois (1170-1230)           | Wouter II van Avesnes (-1246) ∞ Margaretha van Blois (1170-1230)           |